# 둔포도서관
둔포도서관은 충청남도 아산시 소재의 시립 도서관이다.

## 연혁
- 1995년 1월 3일 개관.

## 시설 현황
- 2층: 디지털자료실, 제1·2열람실, 보존서고
- 1층: 일반자료실, 정기간행물실, 어린이자료실, 사무실, 도서정리실
- 지하1층: 식당, 다목적세미나실, 물탱크실, 기재실, 보일러실

## 이용 안내
이용 시간
- 일반 열람실: 09:00~24:00(둔포도서관)
- 자료실: 화~토요일 09:00~22:00 / 일요일 09:00~18:00

휴관일
- 국경일 및 정부에서 지정하는 공휴일
- 매주 월요일